# Beresnjaky (Tscherkassy)
Beresnjaky (ukrainisch Березняки; russisch Березняки Beresnjaki) ist ein Dorf im Südosten der ukrainischen Oblast Tscherkassy mit etwa 2500 Einwohnern.

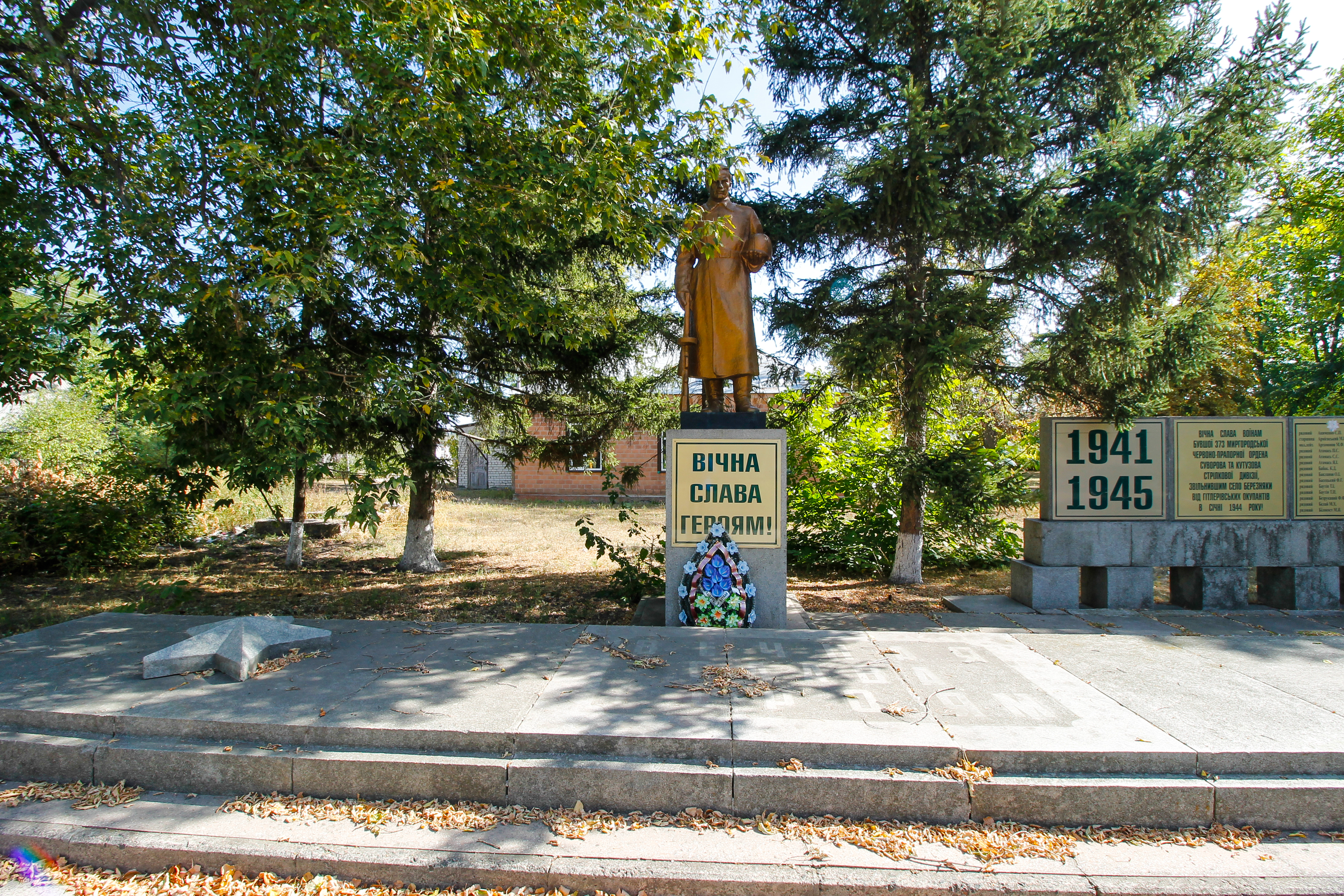
Denkmal im Ort

Das Dorf wurde im 18. Jahrhundert gegründet und liegt am Fluss Tjasmyn, 35 Kilometer südlich der Rajons- und Oblasthauptstadt Tscherkassy, die ehemalige Rajonshauptstadt Smila befindet sich 12 Kilometer nordwestlich des Ortes.

## Verwaltungsgliederung
Am 8. Mai 2018 wurde das Dorf zum Zentrum der neugegründeten Landgemeinde Beresnjaky (Березняківська сільська громада/Beresnjakiwska silska hromada). Zu dieser zählte auch das Dorf Welyka Jabluniwka, bis dahin bildete es die gleichnamige Landratsgemeinde Beresnjaky (Березняківська сільська рада/Beresnjakiwska silska rada) im Südosten des Rajons Smila.
Am 12. Juni 2020 kam noch weitere 3 in der untenstehenden Tabelle aufgelistetene Dörfer zum Gemeindegebiet.
Am 17. Juli 2020 kam es im Zuge einer großen Rajonsreform zum Anschluss des Rajonsgebietes an den Rajon Tscherkassy.
Folgende Orte sind neben dem Hauptort Beresnjaky Teil der Gemeinde:
| Name                     | Name             | Name                                    |
| ukrainisch transkribiert | ukrainisch       | russisch                                |
| ------------------------ | ---------------- | --------------------------------------- |
| Pleskatschiwka           | Плескачівка      | Плескачовка (Pleskatschowka)            |
| Schewtschenka            | Шевченка         | Шевченко (Schewtschenko)                |
| Sunky                    | Сунки            | Сунки (Sunki)                           |
| Welyka Jabluniwka        | Велика Яблунівка | Великая Яблоновка (Welikaja Jablonowka) |